# Letnia Uniwersjada 1987

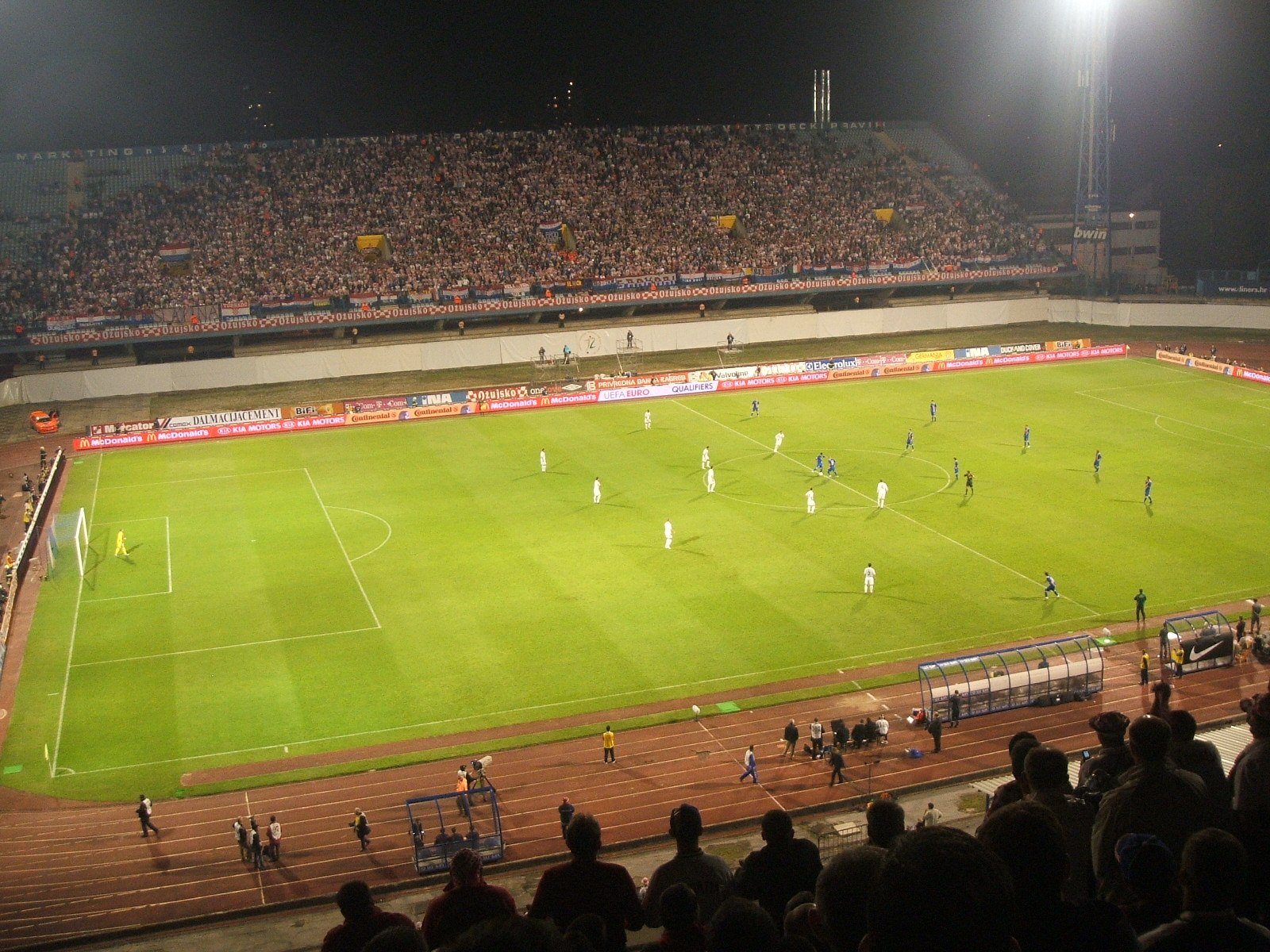
Stadion Maksimir w Zagrzebiu

14. Letnia Uniwersjada – międzynarodowe zawody sportowców-studentów, które odbyły się w jugosłowiańskim Zagrzebiu. Impreza została zorganizowana między 8 a 19 lipca 1987 roku. W uniwersjadzie wzięło udział 6423 zawodników ze 122 krajów. Sportowcy rywalizowali w 12 dyscyplinach. Główną areną imprezy był stadion Maksimir. Zawody otworzył Łazar Mojsow. Nad organizacją zawodów czuwała FISU.

## Dyscypliny

### Sporty obowiązkowe
| - Gimnastyka sportowa - Koszykówka - Lekkoatletyka | - Piłka wodna - Pływanie - Piłka siatkowa | - Szermierka - Tenis - Skoki do wody |
| Sporty wymienne                                    |                                           |                                      |
| - Wioślarstwo                                      | - Kajakarstwo                             |                                      |

## Polskie medale
Reprezentanci Polski zdobyli w sumie 6 medali. Wynik ten dał polskiej drużynie 14. miejsce w klasyfikacji medalowej.

### Złoto
- Izabela Dylewska – kajakarstwo – K-1 500 m
- Andrzej Gajewski, Grzegorz Krawców, Wojciech Kurpiewski, Robert Chwiałkowski  – kajakarstwo – K-4 500 m
- Tomasz Świątek, Mirosław Mruk, Sławomir Cieślakowski, Andrzej Krzepiński – wioślarstwo – czwórka podwójna

### Srebro
- Grzegorz Krawców, Robert Chwiałkowski, Wojciech Kurpiewski, Krzysztof Szczepański – kajakarstwo – K-4 1000 m

### Brąz
- Robert Chwiałkowski i Wojciech Kurpiewski – kajakarstwo – K-2 500 m
- Izabela Dylewska, Bogumiła Łącka, Beata Lewicka, Sylwia Stanny  – K-4 500 m

## Klasyfikacja medalowa
| Pozycja | Reprezentacja     | Złoto | Srebro | Brąz | Suma |
| ------- | ----------------- | ----- | ------ | ---- | ---- |
| 1.      | Stany Zjednoczone | 27    | 29     | 14   | 70   |
| 2.      | ZSRR              | 25    | 32     | 21   | 78   |
| 3.      | Rumunia           | 21    | 12     | 10   | 43   |
| 4.      | Włochy            | 12    | 8      | 10   | 30   |
| 5.      | Chiny             | 9     | 9      | 12   | 30   |
| 6.      | Jugosławia        | 7     | 7      | 5    | 19   |
| 7.      | NRD               | 5     | 3      | 5    | 13   |
| 8.      | Węgry             | 5     | 2      | 5    | 12   |
| 9.      | Holandia          | 3     | 10     | 8    | 21   |
| 10.     | RFN               | 3     | 5      | 5    | 13   |
| 11.     | Bułgaria          | 3     | 4      | 1    | 8    |
| 12.     | Japonia           | 3     | 3      | 6    | 12   |
| 13.     | Wielka Brytania   | 3     | 1      | 4    | 8    |
| 14.     | Polska            | 3     | 1      | 2    | 6    |
| 15.     | Kuba              | 1     | 3      | 2    | 6    |
| 16.     | Czechosłowacja    | 1     | 2      | 1    | 4    |
| 17.     | Grecja            | 1     | 2      | 0    | 3    |
| 18.     | Australia         | 1     | 1      | 0    | 2    |
| 18.     | Belgia            | 1     | 1      | 0    | 2    |
| 18.     | Nowa Zelandia     | 1     | 1      | 0    | 2    |